# Interosseusmuskler
| Palmara interosseusmuskler · Dorsala interosseimuskler                                   |
| Handens palmara och dorsala interosseusmuskler. Illustration: Gray's Anatomy, 1918. (PD) |

Interosseusmuskler, mellanhandsmuskler, (latin: musculi interossei) är, i människans kropp, sju små och kraftiga skelettmuskler i mellanhanden (metacarpus) som för fingrarna isär (abduktion) och ihop (adduktion).
Interosseusmusklerna uppdelas i palmara interosseusmuskler (mm. interossei palmares) och dorsala interosseusmuskler (mm. musculi interossei dorsales). Den palmara gruppen består av tre muskler som adducerar fingrarna och den dorsala av fyra muskler som abducerar fingrarna. Den senare gruppen är kraftigare.
Interosseusmusklerna innerveras av nervus ulnaris (huvudsakligen med fibrer från spinalnerven T1).